# Filip Vujanović
Filip Vujanović, cyr. Филип Вујановић (ur. 1 września 1954 w Belgradzie) – czarnogórski polityk i prawnik, minister, w latach 1998–2002 premier Czarnogóry, przewodniczący Zgromadzenia Czarnogóry i p.o. prezydenta od 2002 do 2003, prezydent Czarnogóry w latach 2003–2018.

## Życiorys
Kształcił się w Nikšiciu. W 1978 ukończył studia prawnicze na Wydziale Prawa Uniwersytetu w Belgradzie. Pracował jako urzędnik prokuratury w Belgradzie (1978–1980) i jako urzędnik sądowy w Titogradzie (1980–1981). Uzyskał uprawnienia adwokata, po czym w latach 1982–1993 praktykował w tym zawodzie.
Na początku lat 90. zaangażował się w działalność polityczną. Nawiązał współpracę z prezydentem Momirem Bulatoviciem, wstąpił do powołanej przez niego postkomunistycznej Demokratycznej Partii Socjalistów Czarnogóry (DPS), doszedł do stanowiska wiceprzewodniczącego tego ugrupowania. Od marca 1993 do maja 1995 sprawował urząd ministra sprawiedliwości w rządzie Mila Đukanovicia, następnie do lutego 1998 był ministrem spraw wewnętrznych w jego gabinecie. Gdy doszło do konfliktu w ramach DPS między premierem a prezydentem, Filip Vujanović ostatecznie opowiedział się po stronie pierwszego z nich. W styczniu 1998 Milo Đukanović, który został głową państwa, wysunął jego kandydaturę na urząd premiera. Na czele rządu Filip Vujanović stał od lutego 1998 do listopada 2002, kiedy to został wybrany na przewodniczącego Zgromadzenia Czarnogóry. W tym samym miesiącu został też pełniącym obowiązki głowy państwa. Od końca lat 90., podobnie jak Milo Đukanović, stał się zwolennikiem stopniowego dochodzenia do niepodległości Czarnogóry.
W grudniu 2002 i w lutym 2003 kandydował dwukrotnie w wyborach prezydenckich, zwyciężał w nich ze znaczną przewagą, jednak wybory okazywały się nieważne z uwagi na frekwencję poniżej 50%. Wystartował w kolejnych wyborach w maju 2003, w których wymóg określonej frekwencji dla ich ważności został zniesiony, wygrywając w pierwszej turze. Urząd głowy państwa objął w tym samym miesiącu. Kandydował z powodzeniem także w dwóch kolejnych wyborach, przeprowadzanych już po uzyskaniu przez kraj pełnej niepodległości – w 2008 w pierwszej turze otrzymał 51,9% głosów, a w 2013 w pierwszej turze poparło go 51,2% głosujących. Zakończył urzędowanie po trzech kadencjach w maju 2018.

## Życie prywatne
Żonaty z prawniczką Svetlaną, ma troje dzieci: Tatjanę, Ninę i Danila.

## Odznaczenia
- Krzyż Wielki Orderu Daniły I (2005)[9]
- Krzyż Wielki Orderu Franciszka I (2012)[10]